# 北海道道949号オンネトー線

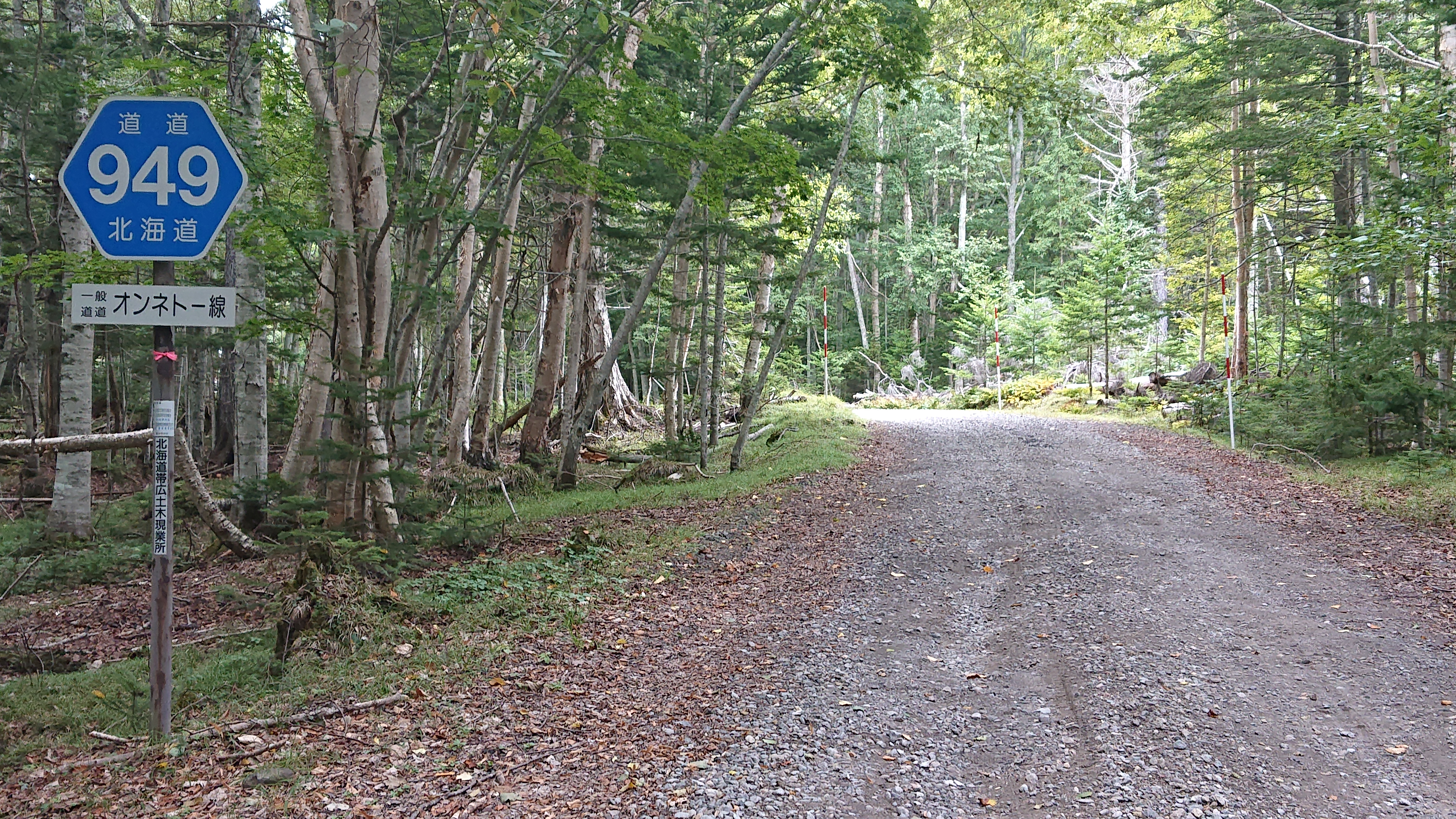
北海道道949号オンネトー線

北海道道949号オンネトー線（ほっかいどうどう949ごう オンネトーせん）は、北海道足寄郡足寄町内を結ぶ一般道道である。冬期通行止め区間がある。

## 概要

### 路線データ
- 起点：北海道足寄郡足寄町上螺湾
- 終点：北海道足寄郡足寄町茂足寄（国道241号交点）
- 総延長：6.824 km
- 実延長：6.813 km
- 重用延長：0.011 km

### 道路管理者
- 十勝総合振興局 帯広建設管理部 足寄出張所

## 歴史
- 1978年（昭和53年）5月6日 - 路線認定[1]。
- 2016年（平成28年）3月 - 町道雌阿寒オンネトー線が雌阿寒岳噴火時の避難路として位置づけられたことを受け、北海道道664号モアショロ原野螺湾足寄停車場線の一部となり[2]、道道664号と本道道が接続する[3]。

## 路線状況

### 冬期交通規制（通行止め）
- 足寄町国有林55林班（オンネトーゲート〔起点〕） - 足寄町茂足寄159（雌阿寒ゲート）
区間延長：3.3 km

### 道路施設

#### 常設型ゲート
- オンネトーゲート（足寄町国有林55林班〔起点〕、オンネトー南側）
- 雌阿寒ゲート（足寄町茂足寄159、雌阿寒温泉付近）
- ゲート（足寄町茂足寄〔終点〕）

## 地理

### 通過する自治体
- 十勝総合振興局
  - 足寄郡足寄町

### 交差する道路
足寄町
- 北海道道664号モアショロ原野螺湾足寄停車場線 - 上螺湾（起点）
- 国道241号 - 茂足寄（終点）

### 沿線にある施設など
足寄町
- オンネトー
- 雌阿寒温泉